# Astragalus yamamotoi
Astragalus yamamotoi là một loài thực vật có hoa trong họ Đậu. Loài này được Miyabe & Tatew. miêu tả khoa học đầu tiên.